# Песчанский сельский округ (Павлодарская область)
Песчанский сельский округ — одно из административных делений Теренкольского района Павлодарской области, Сформированный в 1938—1950 годах, также как и сам район.
Население округа составляет примерно от 2500 до 3000 человек.
Центральным посёлком является Песчаное, также в округе есть посёлок Карасук и Ынталы.